# Moment magnétique du neutron
Le moment magnétique du neutron est la grandeur magnétique caractéristique du neutron. Le neutron étant une particule réputée électriquement neutre, l'existence d'un moment magnétique revêt une importance particulière puisque les moments magnétiques sont souvent associés à l'existence d'une charge électrique. L'existence d'un tel moment magnétique témoigne que la neutralité n'est pas absolue et est parfois considéré comme une preuve indirecte de l'existence d'une sous-structure pour le neutron, constitué de particules chargées, les quarks. Le moment magnétique du neutron est généralement noté avec un indice n : {\displaystyle \mu _{\mathrm {n} }}

## Valeur
La valeur du moment magnétique {\displaystyle \mu _{\mathrm {n} }} du neutron dans le Système international d'unités est, d'après CODATA :
{\displaystyle \mu _{\mathrm {n} }=-0,96623641.10^{-26}} J T-1.
On exprime aussi le moment magnétique du neutron en magnéton nucléaire :
{\displaystyle \mu _{\mathrm {n} }=-1,91304275\,\mu _{\mathrm {N} }}
ou, directement en l'exprimant en fonction du facteur de Landé du neutron {\displaystyle g_{n}}:
{\displaystyle \mu _{\mathrm {n} }=g_{\rm {n}}\,\mu _{\mathrm {N} }/2={{g_{\rm {n}}e\hbar } \over {4m_{\mathrm {p} }}}}
où :
- {\displaystyle g_{\rm {n}}=-3,8260855} est le facteur de Landé du neutron, nombre sans dimension ;
- {\displaystyle \mu _{\mathrm {N} }=g_{\rm {N}}{{q.\hbar } \over {4m_{\mathrm {p} }}}={{q.\hbar } \over {2m_{\mathrm {p} }}}} = 5,050 783 53 × 10-27 J T-1 est le magnéton nucléaire.

où 
- {\displaystyle g_{\rm {N}}=2} exactement, est le facteur de Landé nucléaire ;
- {\displaystyle q} est la charge élémentaire ;
- {\displaystyle \hbar } est la constante de Planck réduite, c'est-à-dire divisée par {\displaystyle 2\pi } ;
- {\displaystyle m_{\rm {p}}} est la masse du proton (et non celle du neutron) ;

NB : Le moment magnétique du neutron est négatif, ce qui signifie que son moment cinétique aura tendance à s'aligner de manière antiparallèle à un champ magnétique parallèle. Comme il est non nul, cela indique que ce n'est pas une particule élémentaire, car il ne porte pas de charge nette, mais interagit avec un champ magnétique.